# Nova Esperança do Piriá
Nova Esperança do Piriá is een gemeente in de Braziliaanse deelstaat Pará. De gemeente telt 24.062 inwoners (schatting 2009).